# 魔界轉生
《魔界轉生》（原題：魔界転生，舊名《おぼろ忍法帖》→《忍法魔界転生》）是日本小說家山田風太郎的作品，於1964年12月在《大阪新聞》上連載，是山田著名的忍法帖系列（伊賀忍法帖、柳生忍法帖等）中的第一部。故事曾被多次改編為電影、漫畫、電玩。

## 故事大綱
江戶幕府第三代將軍德川家光時，島原之亂幕後主謀之一的森宗意軒以學自西洋的魔術和忍法，創造出忍法「魔界轉生」，將七位死前抱著莫大遺憾的著名劍士復活後，表面上森唆使弟子由比正雪煽動御三家之一的紀州藩大名德川賴宣叛變，以作為對平定島原之亂的將軍家光的報復，實則是森宗意軒這位小西行長遺臣對整個德川家的復仇行動。柳生十兵衛在得知賴宣的異動與神秘的七人劍客後率領十名弟子以及三位紀州藩藩士的女兒決心阻止這個陰謀。

## 登場人物

### 小西行長遺臣
- 森宗意軒
- 由比正雪
- 法蘭潔西卡阿蝶
- 克拉拉阿品
- 貝雅特麗斯阿錢

### 魔界轉生眾
- 天草四郎
- 宮本武藏
- 柳生但馬守
- 寶藏院胤舜
- 荒木又右衛門（日语：荒木又右衛門）
- 田宮坊太郎（日语：田宮坊太郎）
- 柳生如雲齋（日语：柳生利厳） 即 柳生利嚴（柳生兵庫助）

### 柳生家
- 柳生十兵衛
- 柳生十人眾

### 紀州藩
- 德川賴宣
- 牧野兵庫頭
- 木村助九郎
- 田宮平兵衛
- 關口柔心

## 電影版

### 1981年版（深作欣二執導）
括號內為演員
- 柳生十兵衛（千葉真一）
- 天草四郎時貞（澤田研二）
- 宮本武藏（緒形拳）
- 柳生宗矩（若山富三郎）
- 宝蔵院胤舜（室田日出男）
- 伊賀的霧丸（真田廣之）
- 細川伽羅奢（佳那晃子）
- 德川家綱（松橋登）
- 板倉內膳正（日语：板倉重昌）（角川春樹）
- 村正（丹波哲郎）

### 2003年版（平山秀幸執導）
- 柳生十兵衛（佐藤浩市）
- 天草四郎時貞（窪塚洋介）
- 宮本武藏（長塚京三）
- 柳生但馬守（中村嘉葎雄）
- 宝蔵院胤舜（古田新太）
- 荒木又右衛門（加藤雅也）
- 德川賴宣（杉本哲太）

## OV版

### 1996年版（白井政一執導）
- 渡辺裕之 - 柳生十兵衛
- 森山裕子 - おひろ
- 清水ひとみ - 春日局
- 石田信之 - 松平伊豆守
- 杜澤泰文 - 徳川頼宣
- 吉田晃太郎 - 天草四郎時貞
- 山本昌平 - 宝蔵院胤瞬
- 脇坂奎平 - 荒木又右衛門
- 和崎俊哉 - 柳生宗矩
- 宮内洋 - 宮本武蔵
- 田口トモロヲ - 由比正雪
- 新井つねひろ - 田宮坊太郎

## 漫畫
《魔界轉生》（作者：石川賢）
於角川書店連結後發行單行本。講談社再版時發行版本為文庫版。全1卷
- 1996年7月25日發售、ISBN 978-4-04-852701-9（角川書店）
- 1998年11月12日發售、ISBN 978-4-06-260446-8（講談社）

《魔界轉生》（作者：臣新藏）
由リイド社出版。分為上下兩卷。將原著忠實改編。全2卷
- 上卷：1999年6月27日
- 下卷：1999年7月25日

《魔界轉生―夢之跡（魔界転生―夢の跡）》（作者：鳥羽笙子）
於角川旗下的少女漫畫雜誌連載。全2卷
- 上卷：1997年4月28日發售、ISBN 978-4-04-852807-8
- 下卷：1997年5月29日發售、ISBN 978-4-04-852808-5

《魔界轉生―聖者的行進（魔界転生―聖者の行進）》（作者：九後奈緒子）
於角川書店的少女漫畫雜誌〈月刊Asuka〉連載。全1卷
- 2003年7月30日發售、ISBN 978-4-04-853667-7

《十～忍法魔界轉生～（十～忍法魔界転生～）》（作者：瀨川雅樹）
於講談社的青年漫畫雜誌〈月刊Young Magazine〉連載。將原著忠實改編。全13卷
1. 2017年2月6日發售、ISBN 978-4-06-382268-7
2. 2013年5月23日發售、ISBN 978-4-06-382301-1
3. 2013年10月4日發售、ISBN 978-4-06-382365-3
4. 2014年3月6日發售、ISBN 978-4-06-382441-4
5. 2014年9月5日發售、ISBN 978-4-06-382515-2
6. 2015年2月6日發售、ISBN 978-4-06-382556-5
7. 2015年8月6日發售、ISBN 978-4-06-382652-4
8. 2016年2月5日發售、ISBN 978-4-06-382737-8
9. 2016年8月5日發售、ISBN 978-4-06-382834-4
10. 2017年2月6日發售、ISBN 978-4-06-382924-2
11. 2017年8月4日發售、ISBN 978-4-06-510089-9
12. 2018年2月6日發售、ISBN 978-4-06-510893-2
13. 2018年8月6日發售、ISBN 978-4-06-512437-6

## 動畫
1998年，《魔界轉生》改編成OVA動畫，共發行兩部作品「地獄篇 第一歌」「地獄篇 第二歌」。
演出
- 柳生十兵衛（玄田哲章）
- 天草四郎（置鮎龍太郎）
- 森宗意軒（納谷悟朗）
- 田宮坊太郎（鹽澤兼人）
- 宮本武蔵（阪脩）
- 荒木又右衛門（若本規夫）
- 柳生但馬守（山野史人）
- 澤庵和尚（大木民夫）
- 關口柔心（青野武）
- 寶藏院胤瞬（天田益男）
- 由井正雪（安井邦彥）
- 伊達左十四（大友龍三郎）
- 阿蝶（安藤亞里沙）
- 阿蝶〈小時候〉（根谷美智子）
- 阿京、阿雛（岡本麻彌）
- 磯千八（龍田直樹）
- 金丸（中村大樹）
- 阿縫（丹下櫻）
- 松平信綱（有本欽隆）
- 戶田五太夫（筈見純）
- 山中鐵齋（幹本雄之）
- 彌太郎（真柴摩利）
- 武藏的隨從（河合義雄）
- 柳生之男（長嶝高士）
- 姊（大塚瑞惠）
- 弟（大谷育江）
- 役人（中博史）
- 旁白（中田浩二）

工作人員
- 導演 : 浦田保則
- 人物設定 : 佐藤敬一、羽山賢二

## 影響
電子遊戲《侍魂》系列、將歷史上或神話傳說的英雄招喚出來展開跨時空的聖杯戰爭的《FATE》系列，都有參考了魔界轉生的設定。漫畫家七月鏡一就曾在自己創作的《侍魂 魔界武藝帖》中表明這就是致敬魔界轉生的作品。《FATE》系列的原作者奈須蘑菇也表明過Fate/stay night就是為了向山田風太郎的魔界轉生的致敬作品，並言及當初會想創作Fate/stay night，就是因為中學時期看過的石川賢所繪製的魔界轉生漫畫版與山田老師的原作而受到的衝擊，之後由東出祐一郎所創作的FATE衍生作《Fate/Apocrypha》中，幕後的黑手是天草四郎這點也是對魔界轉生的一種致敬。

## 外部連結
- 互联网电影数据库（IMDb）上《Makai Tensho: Samurai Reincarnation》的资料（英文）
- 互联网电影数据库（IMDb）上《Ninja Resurrection》的资料（英文）
- 互联网电影数据库（IMDb）上《Reborn from Hell: Samurai Armageddon》的资料（英文）
- 互联网电影数据库（IMDb）上《Reborn from Hell II: Jubei's Revenge》的资料（英文）
- 豆瓣电影上《Ninja Vixens: Demonic Sacrifices》的資料 （简体中文）